# FC Nistru Otaci
Nistru Otaci este un club de fotbal din Otaci, Republica Moldova, care evoluează în Divizia „A”.

## Palmares
- Cupa Moldovei (1): 2004–05
- Divizia „A” (1): 1992

## Lotul echipei
| Nr. |                   | Poziție | Jucător              |
| --- | ----------------- | ------- | -------------------- |
| 1   | Republica Moldova | P       | Denis Cristofovici   |
| 2   | Republica Moldova | F       | Eugen Lavrinovici    |
| 3   | Republica Moldova | F       | Ștefan Burghiu       |
| 4   | Ucraina           | F       | Oleksandr Kucherenko |
| 5   | Camerun           | M       | Alphonse Sopho       |
| 6   | Republica Moldova | M       | Alexandr Tcaciuc     |
| 7   | Republica Moldova | M       | Sergiu Pogreban      |
| 8   | Republica Moldova | M       | Renat Murgulet       |
| 9   | Irlanda de Nord   | M       | Titi Belle           |
| 10  | Republica Moldova | A       | Adrian Caragea       |
| 13  | Ucraina           | F       | Vasyl Shehda         |

| Nr. |                   | Poziție | Jucător            |
| --- | ----------------- | ------- | ------------------ |
| 15  | Republica Moldova | F       | Gheorghe Eremia    |
| 16  | Republica Moldova | M       | Sergiu Tonofrei    |
| 17  | Republica Moldova | M       | Sergiu Epureanu    |
| 18  | Republica Moldova | A       | Denis Banari       |
| 19  | Republica Moldova | M       | Eugen Levițchi     |
| 20  | România           | F       | Sorin Marin        |
| 21  | Republica Moldova | P       | Adrian Patraș      |
| 22  | Republica Moldova | F       | Vadim Tofan        |
| 23  | Rusia             | A       | Nikita Kozlov      |
| 24  | Republica Moldova | M       | Sergiu Zacon       |
| 25  | Georgia           | M       | Giorgi Tukashvilli |
| 28  | Nigeria           | M       | Chidi Ebuzoeme     |

## Rezultate în cupele europene
Cupa UEFA
| Sezon   | Runda | Adversar             | Acasă | Deplasare | Scor general |  |
| ------- | ----- | -------------------- | ----- | --------- | ------------ |  |
| 2001–02 | Q     | Debrecen             | 1–0   | 0–3       | 1–3          |  |
| 2002–03 | Q     | Aberdeen             | 0–0   | 0–1       | 0–1          |  |
| 2003–04 | Q     | Steaua Roșie Belgrad | 2–3   | 0–5       | 2–8          |  |
| 2004–05 | Q1    | Shakhtyor Soligorsk  | 2–1   | 1–1       | 3–2          |  |
| 2004–05 | Q2    | Sigma Olomouc        | 0–4   | 1–2       | 1–6          |  |
| 2005–06 | Q1    | Khazar Lenkoran      | 2–1   | 3–1       | 5–2          |  |
| 2005–06 | Q2    | Graz                 | 0–1   | 0–2       | 0–3          |  |
| 2006–07 | Q1    | BATE Borisov         | 0–1   | 0–2       | 0–3          |  |
| 2007–08 | Q1    | Budapest Honvéd      | 1–1   | 1–1       | 2–2 (4–5 p)  |  |
| 2008–09 | Q1    | Hertha BSC           | 1–8   | 0–0       | 1–8          |  |

Cupa UEFA Intertoto 
| Sezon | Runda | Adversar            | Acasă | Deplasare | Scor general |  |
| ----- | ----- | ------------------- | ----- | --------- | ------------ |  |
| 2000  | 1     | Cwmbrân Town        | 1–0   | 1–0       | 2–0          |  |
| 2000  | 2     | SV Austria Salzburg | 1–1   | 2–6       | 3–7          |  |

## Antrenori
- Alexandru Spiridon (2002 – 2004)
- Alexandru Mațiura (200? – mai 2006)
- Mykola Kopystyanskyi (200? – iun 2007)
- Valeri Zazdravnykh (Iun 2007 – sep 2007)
- Nicolae Bunea (Sep 2007 – mai 2008)
- Lilian Popescu (Mai 2008 – oct 2012)
- Oleksandr Holokolosov (Ian 2013 – feb 2013)
- Yuriy Malyhin  (Feb 2013 - mar 2013)
- Volodimir Liutîi (Mar 2013 – apr 2013)
- Vitali Mostovoi (Apr 2013 – )